# Rhodacarellus shandongensis
Rhodacarellus shandongensis är en spindeldjursart som beskrevs av Ma 2008. Rhodacarellus shandongensis ingår i släktet Rhodacarellus och familjen Rhodacaridae. Inga underarter finns listade i Catalogue of Life.